# Mammea americana
Vegeu també Mamey (desambiguació)
Mammea americana, amb el nom comú d'"albercoc tropical", albercoc sud-americà o mamey groc, és un arbre de fulla persistent dins la família Calophyllaceae, amb fruit comestible. També ha estat classificat dins la família Guttiferae Juss. (1789) Sovint és confós amb Pouteria sapota, també anomenat mamey roig en alguns països.

## Descripció

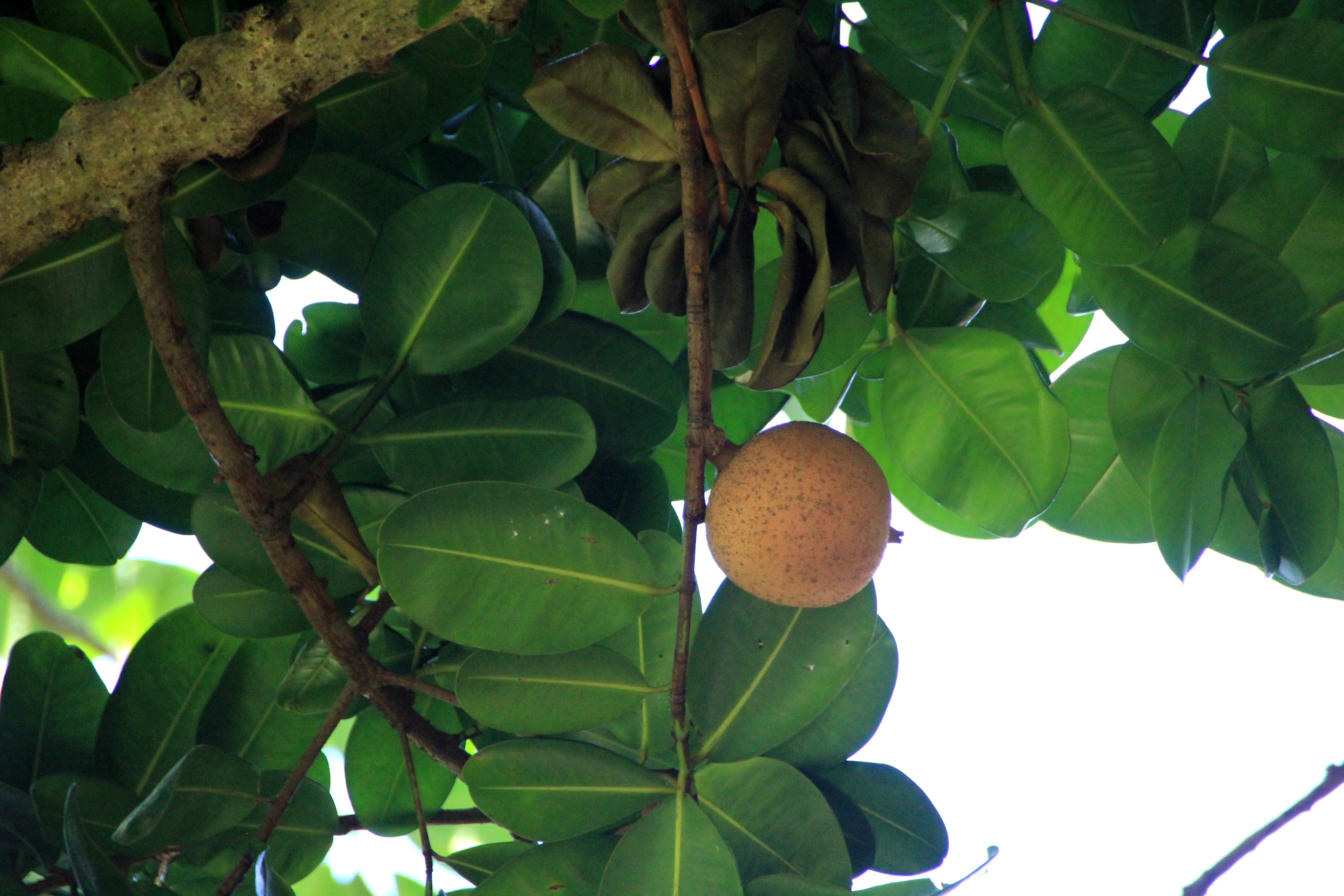
Fulles i fruit

És un arbre d'entre 18 i 21 m d'alt d'aparença similar a (Magnolia grandiflora). Les seves fulles són posades i coriàcies de fins a 10 cm de llargada. Les flors són flairoses. El fruit és una baia rodona o lleugerament irregular amb la pèla marró grisenca. Té un diàmetre d'entre 10 a 20 cm. La seva polpa és de color taronja o groga i no és fibrosa i pot tenir diverses textures. Els fruits contenen d'una a quatre llavors de color marró d'uns 6 cm de llargada.

## Distribució i hàbitat
Aquest arbre prové de l'Amèrica del Sud tropical. El 1529 ja va ser inclòs per Oviedo en el seu llibre sobre els Fruits del Nou Món. S'ha introduït a diverses regions del Vell Món: Àfrica occidental, particularment a Sierra Leone, Zanzíbar, sud-est asiàtic, Hawaii i Florida. És un arbre molt sensible a les baixes temperatures, però és força resistent a les plagues i les malalties fitopatològiques.
100 grams tenen un valor energètic de 213 KJ. A les Antilles franceses se n'elabora un licor aromàtic anomenat Eau de Créole, o Crème de Créole, que es destil·la a partir de les seves flors. En alguns llocs d'Amèrica del Sud diverses parts de la planta s'usen com insecticida natural.